# Ana Klevska
Anna Klevska (* 22. september 1515 v Düsseldorfu; † 16. julij 1557 na gradu Richmond House, Whitehall, London) je bila druga, od treh hčera Johanna III., vojvode gradu Jülich-Kleve († 1539), in Marije von Jülich († 1543). Zaslovela je s poroko z angleškim kraljem Henrikom VIII., kot njegova četrta žena in prva angleška kraljica nemškega rodu.

## Otroštvo in mladost
O njenih zgodnjih letih ni veliko znano. Odraščala je v bližini Düsseldorfa v gradu pri Solingenu, pod okriljem svoje mame. Njen oče je bil pripadnik Erazma Rotterdamskega in je sledil zmernim reformacijskim krogom. Zelo blizu je bil Šmalkaldenski zvezi in tako nasprotoval katoliškemu Karlu V., cesarju Svetega rimskega cesarstva. Anno ter njeni sestri Amalijo in Sibyllo, so vzgajali po starih načelih. Niso se posvečali učenju tujih jezikov, petju in igranju glasbil, temveč so dajali prednost vezenju in tkanju oblačil. Tudi oblačili se na majhnem knežjem dvoru niso po italijanski modi, kot je bilo takrat v renesansi med plemstvom v navadi. Že v otroštvu je bila sklenjena zaroka med Anno in Francem I. Lorenskim, ki ni bila nikoli izpeljana. Po smrti njenega očeta, februarja 1539, je oblast na gradu Jülich-Kleve prevzel njegov sin Wilhelm Bogati, ki je nadaljeval z očetovo politiko.

## Poroka s Henrikom VIII.

### Henrikovo iskanje neveste po Evropi
Po smrti njegove tretje žene, Jane Seymour, ki je dvanajst dni po rojstvu sina Edvarda umrla zaradi porodnega prisada, je Henrik zapadel v globoko depresijo. Kljub vsemu pa se je zanj že pripravljala nova poroka. Skrbnik državnega pečata (pravosodni minister), Thomas Cromwell, je iskal močno zavezništvo in se trudil urediti politično dobro premišljen zakon za kralja. Po vsej Evropi je pisal veleposlanikom. Ker pa se je po Evropi že vedelo, da je Henrik dal svojo drugo ženo (in kasneje še peto) usmrtiti, se je iskanje izkazalo za zelo težko. Poleg tega je omahljivi kralj hotel pristati na poroko le v primeru, da mu je nevesta dovolj privlačna. Tako je dal svojemu dvornemu slikarju, Hansu Holbeinu ml., naslikati več možnih kandidatk za nevesto. Njegova favoritka je bila Kristina z Danskega, nečakinja Karla V. Ampak on je nasprotoval tej poroki, saj bi s to zvezo z glavno sovražnico Francije, Anglijo, močno obremenil napet odnos s Svetim rimskim cesarstvom. Kristina, od katere domnevno izvira citat, »Če bi imela dva vratova, bi bil eden izmed njiju na razpolago angleškemu kralju,« pa prav tako ni hotela nič slišati o poroki s Henrikom.
Wilhelma Bogatega pa je Cromwell videl kot možnega zaveznika proti cesarju Karlu V. in Francu I. iz Francije. Wilhelm je vladal od leta 1538, proti volji cesarja, vojvodini Geldern. S tem je nadzoroval največje ozemlje v severni Nemčiji. Hans Holbein je naslikal portreta, njegove sestre Anne Klevske ter njene mlajše, še prav tako ne poročene sestre Amalije Klevske (1517-1586). Henriku je takoj bil všeč Annin portret. Poleg tega pa so jo angleški odposlanci kralju zelo hvalili. Tako je 6. oktobra 1539 podpisal poročno pogodbo. Anna je prejela zajetno doto, 100.000 zlatih guldnov, od tega 40.000 na dan poroke. Ostalih 60.000 naj bi bilo izplačanih v naslednjih letih. Ko se je Anna odpravila v Anglijo, jo je spremljalo 263 oseb in 283 konjev.

### Potovanje v Anglijo
Po podpisu poročne pogodbe so na dvoru iskali pot, kako Anno varno pripeljati v London. Obstajalo je tveganje, da Henrikovo nevesto prestreže eden njegovih nasprotnikov. Sprva je Henrik načrtoval hitro pomorsko potovanje proti Londonu. Klevski veleposlanik pa je to dolgo zimsko potovanje z ladjo zavrnil. Tako so se odločili za daljše potovanje po kopnem, pri katerem so Anno pripeljali najprej do Calaisa in potem preko Rokavskega preliva do Dovra. Na dolgi poti do Londona so jo naučili pravil obnašanja na dvoru in pomembnejše angleške igre s kartami. Angleški opazovalci so opisali njeno obnašanje in njen način oblačenja za »zelo nenavadno«. Po tednu dni dolgi vožnji je Anna dosegla mesto Rochester. Kralj, ki je že komaj čakal prvo srečanje z novo ženo, se ji je odpravil naproti. 1. januarja 1540 je Anno obiskal v palači rochesterskega škofa.

### Prvo srečanje s Henrikom
O prvem srečanju Anne Klevske in Henrika je poročal španski poslanik. Medtem, ko je Anna skozi okno opazovala viteze pri boju, je k njej prispel Henrik in ji izročil darilo. Ker pa kralj ni bil oblečen v kraljeva oblačila, ga Anna ni prepoznala. Vzela je darilo in naprej opazovala boj. Henrik je odšel iz sobe in se čez nekaj časa, brez preobleke, spet vrnil. Šele sedaj ga je Anna prepoznala in pred njim pokleknila.
Po prvem srečanju je bil Henrik nad svojo ženo nezmerno razočaran. Anna se mu je zdela dolgočasna in brez smisla za humor. Domnevno naj bi že po tem prvem srečanju Henrik rekel Cromwellu: »Ne maram je.« Mnogo kasneje so mu očitali, da jo je omenjal tudi s »flandrijskim kljusetom,« vendar to ni bilo nikoli dokazano. Francoski odposlanec Charles de Marillac je opisal Anno kot:
»… povprečne lepote, z odločnim in samozavestnim obrazom.«
Sprva je Henrik za dva dneva preložil poročno zabavo in izrazil željo, da se poroka prekliče. Cromwellu je ukazal naj poišče možnost, kako preprečiti poroko. Preverili naj bi ali še velja poročna pogodba iz Anninega otroštva s Francem I. Poslanik pa je poročal, da je bila pogodba že pred leti razveljavljena. 5. januarja 1540 je morala Anna podpisati še dodatno formalno pojasnilo, da ni obljubljena nikomur drugemu. Končno pa sta se 6. januarja 1540 poročila.

### Življenje na angleškem dvoru
Thomas Cromwell je upal, da bo zakonca zbližala poročna noč. Zjutraj, po poročni noči, se je Henrik izrazil z besedami: »Pred tem je nisem ljubil, sedaj jo ljubim še manj (…) moje srce jo je odvrnilo, zato s tem nočem nadaljevati.« Kralj se je z Anno v prvih nekaj nočeh trudil, nato pa je oznanil, da svoje soproge ni mogel spoznati za »meseno.« Anni ni bilo mar za nasvete dvornih dam, katere je njeno nezadovoljstvo vznemirjalo; izkazalo se je, da je na spolnem področju zelo neizkušena. Svojim damam naj bi rekla:
»Kadar pride kralj v posteljo, me poljubi, vzame mojo roko in mi zaželi lahko noč. Zjutraj me poljubi in se poslovi. Ni to dovolj?«
Ker pa zakon po Henrikovem mnenju ni bil izvršen, je kralj načrtoval razveljavitev zakona. Za angleški dvor se je kralj kazal z Anno ob javnih dogodkih in z njo ravnal ustrežljivo. Že po kratkem času zakona je Henrik začel strastno afero z ženino dvorno damo, Katarino Howard, ki je pospešila razveljavitev zakona. Tedaj je v javnosti izbruhnilo sovraštvo med Francem I. in Karlom V., zato Henrik ni imel več političnega razloga za obstoj zakona. Kraljica Anna je 25. junija 1540 dobila novico o načrtovani razveljavitvi zakona.

### Razveljavitev zakona in življenje v Angliji
Pomembno pri razvezi je bilo to, da preveč ne razjezijo Anninega brata, Wilhelma Bogatega. Zato je Henrik potreboval Annino pomoč: spomnila naj bi se usode Katarine Aragonske in Anne Boleyn in podpisala svoj uradni odstop. Kralj jo je ob tem veselo oklical za »dobro sestro.«
Šest mesecev in tri dni po poroki z njo, je Henrik 9. julija 1540 zakon razglasil za neveljaven. Anna Klevska mu je vrnila prstan in se takoj sprijaznila z razvezo. Potrdila je, da s kraljem nista nikoli imela intimnih odnosov.
Thomas Cromwell je bil obtožen krivoverstva in veleizdaje ter bil 28. julija 1540 usmrčen. Annin brat Wilhelm je še do leta 1543 nasprotoval cesarju Karlu V., nato pa je moral vojvodino Geldern priključiti k cesarstvu. Slikar Hans Holbein se je zameril kralju. Ostal je sicer dvorni slikar, ampak nikoli več ni smel slikati članov kraljeve družine.
Dva tedna po razveljavitvi zakona se je kralj poročil s Katarino Howard. Mlada žena pa se ni znašla v vlogi angleške kraljice in je bila 13. februarja 1542, zaradi razmerja z enim od svojih služabnikov, obglavljena. Za kratek čas je Anna sicer upala, da se ji bo kralj sedaj posvetil. To prizadevanje pa je predčasno preprečil Cromwellov naslednik, Stephan Gardiner.
Kljub temu da sta si Annina mama in brat želela njene vrnitve v Nemčijo, je ona prostovoljno ostala v Angliji. 9. januarja 1541 je bila, kljub zvestobi do kralja, zadolžena, zato so ji na novo določili dohodke. Preselila se je na grad Hever, kjer je kot bogata vdova živela relativno neodvisno življenje. »Hčerka Kleve« je v Angliji znana po svoji velikodušnosti in dobrodelnosti, pa tudi po svoji ekstravaganci.

## Annina smrt
Anna Klevska je preživela Henrika in vse njegove žene. Z naslednico Katarine Howard se je družila tudi zasebno. Svoj zadnji javni nastop je imela ob kronanju pastorke Marije. Kot tretja dama je jezdila za novo kraljico, poleg njene polsestre Elizabete. Preminula je 16. julija 1557 za rakom. Anno so razkošno pokopali v kapeli v Westminstrski opatiji v Londonu. Ljudje okoli nje so občudovali zavrnjeno kraljico predvsem zaradi njene velikodušnosti kot »… dobrodelno damo.« Slika Hansa Holbeina Anne Klevske je ena izmed njegovih najbolj poznanih del in je razstavljena v pariškem Louvru.

## Legenda Flandrijskega kljuseta
Danes močno dvomijo o tem ali je bila Anna Klevska res tako grda kot jo je opisoval Henrik VIII. Tudi izraz »flandrijsko kljuse« si je morda izmislil Horace Walpole. Druge izjave o Anni pa so bile verjetno lažne, zaradi čim hitrejše ločitve od Henrika.
| Predhodnik: Jane Seymour | Kraljica Anglije 1540 | Naslednik: Catherine Howard |